# Sohm-Gletscher
Der Sohm-Gletscher ist ein Gletscher an der Graham-Küste des Grahamlands auf der Antarktischen Halbinsel. Er mündet in den Bilgeri-Gletscher.
Teilnehmer der British Graham Land Expedition (1934–1937) unter der Leitung des australischen Polarforschers John Rymill kartierten ihn. Das UK Antarctic Place-Names Committee benannte ihn 1959 nach dem österreichischen Skilaufpionier Viktor Sohm (1869–1960).